# Бабинська сільська рада (Косівський район)
| Бабинська сільська рада — орган місцевого самоврядування у Косівському районі Івано-Франківської області з адміністративним центром у с. Бабин. Сільській раді були підпорядковані населені пункти: - с. Бабин |

## Склад ради
Рада складалася з 12 депутатів та голови.

### Керівний склад ради
| ПІБ                         | Основні відомості                                            | Дата обрання | Дата звільнення |
| --------------------------- | ------------------------------------------------------------ | ------------ | --------------- |
| Самокіщук Василь Васильович | Сільський голова, 1956 року народження, освіта, безпартійний | 26.03.2006   | 31.10.2010      |
| Самокіщук Василь Васильович | Сільський голова, 1973 року народження, освіта, безпартійний | 31.10.2010   |                 |

Примітка: таблиця складена за даними джерела